# 골든 마우스

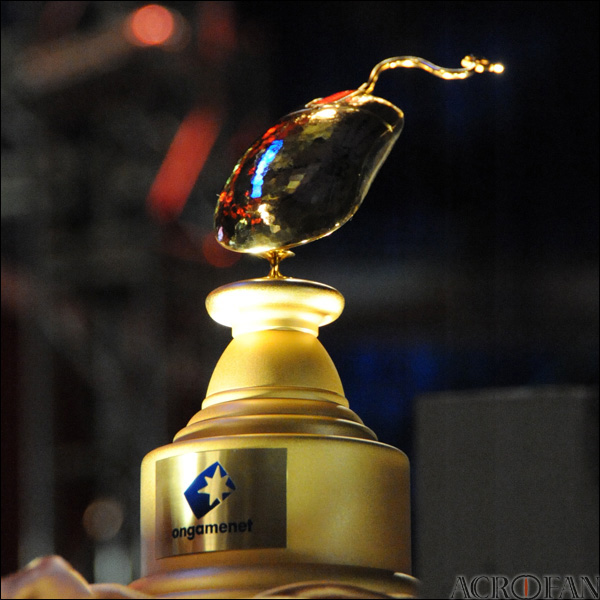
골든 마우스

골든 마우스(Golden Mouse)는 대한민국의 스타크래프트의 양대리그 중 하나인 온게임넷 스타리그에서 3회 우승한 선수에게 수여하는 상품으로, 금색 마우스 모양의 트로피이다. 윗 부분은 순금 마우스, 하단은 도금된 트로피이며, 제작에 포함된 금 가격은 1000만원을 호가한다.

## 역사
원래 골든 마우스는 임요환의 3회 우승에 대비하여 제작되었다. 2005년 11월 치러진 2005 So1 스타리그에서 임요환은 생애 3번째 온게임넷 스타리그 우승을 노렸으나, 오영종에게 3:2로 패배해 준우승에 머물게 되었다.
그 후 2006년 3월 신한은행 05~06 스타리그 결승전에서 박성준이 골든 마우스에 도전했지만 최연성에게 3:0으로 완패하면서 골든 마우스 획득에 실패하였다.
이후 이윤열이 2006년 11월 신한은행 스타리그 2006 Season 2 결승전에서 오영종을 3:2로이기고 우승함으로써 온게임넷 스타리그 최초의 골든 마우스 수상자가 되었다.
그 뒤 박성준이 골든마우스에 도전 하였으며 에버 스타리그 2008 결승전에서 도재욱을 3:0으로 이기고 두번째 골든 마우스를 수상하였으며 저그 최초의 수상자가 되었다
그리고 1년 후 2009년 8월 22일에 열린 박카스 스타리그 2009 결승전에서 이제동이 박명수를 3:0으로 꺾고 우승하면서 3번째 골든마우스의 주인공이 되었다. 이는 스타리그 최초로 3종족 모두를 상대로 우승한 사례와 함께 최연소, 최단기간 골든 마우스 수상자이기도 하다.
이제동이 골든마우스를 획득한 후 약 1년여 후인 2010년 9월 11일 대한항공 스타리그 2010 시즌2 결승에서 이영호는 라이벌 이제동을 3:1로 잡으며 4번째 골든마우스를 타면서 최연소 골든마우스 수상기록 갱신, 비 로열로더 출신으로는 처음으로 골든 마우스를 보유하게 되었으며 함께 양대리그 동시 석권을 달성하였다.
한편. 2011년 6월 25일에 개인리그 통산 6회 준우승에 머물렀지만 e스포츠에 많은 공로를 남긴 홍진호가 은퇴하면서, 온게임넷은 그의 팀인 KT 롤스터의 제의를 받아 홍진호에게 골든마우스를 선물로 수여했다. 선물인 만큼 공식 기록으로는 남지 못한다.
또한 티빙 스타리그 2012가 스타크래프트: 브루드 워로 치러지는 마지막 스타리그가 되면서 브루드 워 스타리그 골든마우스는 아래의 수상자 4명이 최종적으로 되었으며, 프로토스는 한번도 골든마우스 수상자가 나오질 못했다. 하지만 온게임넷의 경우 브루드 워 스타리그와 자유의 날개 스타리그가 같은 대회라고 보고 있기 때문에 브루드 워 스타리그 2회 우승자가 (남아 있는 현역 브루드 워 스타리그 2회 우승자는 사실상 허영무 1명뿐이다. 참고로, 브루드워 종목 최후의 골든마우스 수상자는 이영호이다.
2013년에 열린 2013 WCS 코리아 시즌 2 옥션 올킬 스타리그을 끝으로 스타리그가 사실상 폐지되면서 더 이상의 수상자는 나오지 않게 되었다.

## 역대 수상자
- 이윤열
  - 2002년 Panasonic배 2002 온게임넷 스타리그 (vs 조용호(Z) 3:0 승)
  - 2005년 IOPS 04~05 스타리그 (vs 박성준(Z) 3:0 승)
  - 2006년 신한은행 스타리그 2006 Season 2 (vs 오영종(P) 3:2 승) - 최초의 골든 마우스 획득 성공

- 박성준
  - 2004년 Gillette 2004 스타리그 (vs 박정석(P) 3:1 승)
  - 2005년 EVER 2005 스타리그 (vs 이병민(T) 3:2 승)
  - 2008년 EVER 스타리그 2008 (vs 도재욱(P) 3:0 승) - 저그 최초의 골든 마우스 획득 성공

- 이제동
  - 2007년 EVER 스타리그 2007 (vs 송병구(P) 3:1 승)
  - 2009년 BATOO 스타리그 08~09 (vs 정명훈(T) 3:2 승)
  - 2009년 박카스 스타리그 2009 (vs 박명수(Z) 3:0 승)

- 이영호
  - 2008년 박카스 스타리그 2008 (vs 송병구(P) 3:0 승)
  - 2010년 EVER 스타리그 2009 (vs 진영화(P) 3:1 승)
  - 2010년 대한항공 스타리그 2010 시즌2 (vs 이제동(Z) 3:1 승)

## 수상 후보 (2회 우승자)
- 김동수 (KTF 매직엔스·은퇴) - 2000 프리챌배, 2001 SKY배 우승
- 임요환 (SK텔레콤 T1·은퇴) - 2001 한빛소프트배, 2001 코카콜라배 우승
- 허영무 (삼성전자 칸·은퇴)- 2011 진에어 스타리그, 2012 티빙 스타리그 우승
- 최연성 (SK텔레콤T1.감독)-2004 EVER 스타리그,2005 신한은행 스타리그 우승

## 같이 보기
- 이윤열
- 박성준
- 이제동
- 이영호
- 로열로더
- 스타리그
- MSL
- MSL 금배지